# Familiar
Familiar is een single van Britse zanger Liam Payne en Colombiaanse zanger J Balvin. De single kwam uit in april 2018, en zou op het debuutalbum van Liam Payne komen. De single werd geen grote hit, maar wist vooral in Zuid-Amerika goed door te breken. 
De videoclip werd opgenomen in Miami en de single zelf werd voor het eerst gezongen door de zangers zelf tijdens Good Morning America. 